# Song Yang
Song Yang (* 12. Mai 1965 in Nanjing) ist eine australische Badmintonspielerin chinesischer Herkunft.

## Karriere
Song Yang nahm 1996 an Olympia teil und wurde dabei im Dameneinzel 33. Zuvor konnte sie sich insbesondere bei den Australian International auszeichnen. Dort gewann sie 1992 und 1993 die Dameneinzelkonkurrenz und 1994 das Damendoppel mit Wendy Shinners.

## Sportliche Erfolge
| Saison | Veranstaltung            | Disziplin   | Platz | Name                       |
| ------ | ------------------------ | ----------- | ----- | -------------------------- |
| 1992   | Australian International | Dameneinzel | 1     | Song Yang                  |
| 1993   | Australian International | Dameneinzel | 1     | Song Yang                  |
| 1994   | Australian International | Damendoppel | 1     | Wendy Shinners / Song Yang |
| 1996   | Olympia                  | Dameneinzel | 33    | Song Yang                  |